# Nešto lijepo treba da se desi
Nešto lijepo treba da se desi è il quarto album in studio del gruppo musicale Merlin, pubblicato nel 1989.

## Tracce
Testi e musiche di Dino Merlin eccetto dove indicato.

1. Mjesečina (Jim Brown, Robin Campbell, Earl Falconer, Norman Hassan, Brian Travers, Ali Campbell, Michael Virtue, Terrence Wilson, Goran Macuzic, Dino Merlin)
2. Bosnom behar probeharao
3. Zar je to sve što imam od tebe
4. Ne plači mati
5. Nešto lijepo treba da se desi
6. Kad zamirišu jorgovani
7. Danas sam OK
8. Je l' Sarajevo gdje je nekad bilo